# Wyczółki (kolonia w powiecie łosickim)
Wyczółki – kolonia w Polsce położona w województwie mazowieckim, w powiecie łosickim, w gminie Olszanka.
W latach 1975–1998 miejscowość należała administracyjnie do województwa bialskopodlaskiego.
Wierni Kościoła rzymskokatolickiego należą do parafii św. Jana Chrzciciela w Hadynowie.